# Russell Simmons
Russell Simmons (Nova Iorque, 4 de Outubro de 1957) é um produtor musical americano que, em conjunto com Rick Rubin, fundou a pioneira gravadora de música Hip Hop e R&B, a Def Jam, para além de ser um criador de linha de moda. Sua fortuna, em 2011, foi estimada em US$ 340 milhões de dólares.